# Sammanhängande ring
Inom matematiken är en sammanhängande ring en kommutativ ring A som satisfierar ett följande ekvivalenta krav:
- A har inga icke-triviala (d.v.s. andra än 1 och 0) idempotenta element
- Spektret av A med Zariskitopologin är ett sammanhängande rum.

## Exempel
Sammanhängande ringarna bildar en ganska stor delmängd av ringar. Alla lokala ringar. Speciellt är alla integritetsområden sammanhängande. Ett exempel på en ring som inte är sammanhängande är Z × Z, där elementet (1, 0) är en icke-trivial idempotent.

## Generaliseringar
Inom algebraisk geometri är sammanhängdhet relaterat till konceptet sammanhängande schema.